# Milton Molina
Milton Alexander Molina Miguel (Metapán, 2 febbraio 1989) è un calciatore salvadoregno, difensore dell'Isidro Metapán.